# GKN2
GKN2 (англ. Gastrokine 2) – білок, який кодується однойменним геном, розташованим у людей на 2-й хромосомі. Довжина поліпептидного ланцюга білка становить 184 амінокислот, а молекулярна маса — 20 487.
| 10         |  | 20         |  | 30         |  | 40         |  | 50         |
| ---------- |  | ---------- |  | ---------- |  | ---------- |  | ---------- |
| MKILVAFLVV |  | LTIFGIQSHG |  | YEVFNIISPS |  | NNGGNVQETV |  | TIDNEKNTAI |
| INIHAGSCSS |  | TTIFDYKHGY |  | IASRVLSRRA |  | CFILKMDHQN |  | IPPLNNLQWY |
| IYEKQALDNM |  | FSSKYTWVKY |  | NPLESLIKDV |  | DWFLLGSPIE |  | KLCKHIPLYK |
| GEVVENTHNV |  | GAGGCAKAGL |  | LGILGISICA |  | DIHV       |  |            |

A: Аланін

C: Цистеїн

D: Аспарагінова кислота

E: Глутамінова кислота

F: Фенілаланін

G: Гліцин

H: Гістидин

I: Ізолейцин

K: Лізин

L: Лейцин

M: Метіонін

N: Аспарагін

P: Пролін

Q: Глутамін

R: Аргінін

S: Серин

T: Треонін

V: Валін

W: Триптофан

Секретований назовні.